# Tina Weirather
Christina „Tina“ Weirather (* 24. Mai 1989 in Vaduz) ist eine ehemalige Liechtensteiner Skirennläuferin. Die Tochter der Skirennläufer Harti Weirather und Hanni Wenzel besitzt auch die österreichische Staatsbürgerschaft. Als Mitglied des Nationalkaders des Liechtensteinischen Skiverbandes (LSV) trainierte sie überwiegend mit dem Schweizer Nationalteam. Insgesamt gewann sie im alpinen Skiweltcup neun Rennen, wobei der Super-G ihre mit Abstand stärkste Disziplin war. In dieser entschied sie in den Saisons 2016/17 und 2017/18 jeweils die Disziplinenwertung für sich. Hinzu kommen eine Silbermedaille bei den Weltmeisterschaften 2017 und eine Bronzemedaille bei den Olympischen Winterspielen 2018. In der Abfahrt und im Riesenslalom gewann sie je ein Weltcuprennen.

## Biografie

### Juniorenzeit
2002 und 2004 siegte Weirather im Riesenslalom des Trofeo Topolino, 2002 im Riesenslalom des Whistler Cups. Im November 2004 nahm sie im Alter von 15 Jahren erstmals an FIS-Rennen teil. Im Januar 2005 folgte der erste Einsatz im Europacup. Ebenfalls 2005 nahm sie in Bormio an den Weltmeisterschaften teil und erreichte im Super-G Rang 31. 2006 gehörte sie dem fünfköpfigen Liechtensteiner Team bei den Olympischen Winterspielen in Turin an und kam im Super-G auf Platz 33. Am 7. März 2006 wurde sie in Mont Sainte-Anne Juniorenweltmeisterin im Riesenslalom.
Ihr erstes Weltcuprennen bestritt sie am 22. Oktober 2005 beim Riesenslalom in Sölden, wo sie Rang 55 erzielte. Sie kehrte erst wieder am 25. November 2006 in den Weltcup zurück. Nachdem sie am folgenden Tag auch im Slalom nicht ins Endklassement gekommen war, holte sie bei ihrem nächsten Einsatz am 15. Dezember 2006 bei der Super-Kombination auf der Reiteralm als 22. die ersten Punkte im Weltcup; nach dem Super-G-Teil war sie noch an zweiter Stelle gelegen. Diese Leistung konnte sie am 14. Januar 2007 mit dem 8. Rang in der Super-Kombination in Zauchensee bestätigen. Am 7. März 2007 sicherte sie sich am selben Ort den Juniorenweltmeistertitel in der Abfahrt. Beim Training zur Weltcupabfahrt in Lenzerheide kam sie am 13. März 2007 schwer zu Sturz und zog sich einen Riss beider Kreuzbänder und des Innenbandes im linken Knie zu.

### Erstes Comeback im Weltcup nach Verletzung
Ihr Comeback im Weltcup feierte sie am 28. Dezember 2007 beim Riesenslalom in Lienz, wo sie im ersten Lauf ausfiel. Insgesamt bestritt sie in der Saison 2007/08 fünf Weltcuprennen, konnte aber nur im Riesenslalom von Spindlermühle als 19. ein Ergebnis erzielen. Am 10. März 2008 stürzte Weirather beim Riesenslalomtraining im Pitztal schwer und riss sich im rechten Knie erneut das Kreuzband. Da fast das gesamte Sommertraining ausfiel, kam sie im folgenden Winter hauptsächlich im Europacup und bei FIS-Rennen zum Einsatz. Nur im März bestritt sie einen Weltcup-Riesenslalom in Ofterschwang, bei dem sie sich aber nicht für den zweiten Lauf qualifizieren konnte. Bei den Juniorenweltmeisterschaften 2009 in Garmisch-Partenkirchen gewann sie die Silbermedaille im Riesenslalom.
In der Saison 2009/10 war Weirather wieder regelmässig im Weltcup am Start. Am 22. Januar 2010 erreichte sie im Super-G von Cortina d’Ampezzo mit Rang sieben ihr bis dahin bestes Weltcupergebnis. Einen Tag später stürzte sie in der Abfahrt von Cortina d’Ampezzo schwer und erlitt ihren vierten Kreuzbandriss. Sie musste eine über einjährige Wettkampfpause einlegen und verpasste dadurch die Olympischen Winterspiele 2010 in Vancouver. Im März 2011 gab sie ihr Comeback mit einem Sieg im FIS-Riesenslalom am Götschen.

### Zweites Weltcup-Comeback nach erneuter Verletzung
In den Weltcup kehrte Weirather zu Beginn der Saison 2011/12 mit einem zwölften Platz im Riesenslalom von Sölden zurück. Am 2. Dezember 2011 fuhr sie in der Abfahrt in Lake Louise mit der Startnummer 40 auf den zweiten Platz und erzielte damit ihre erste Weltcup-Podestplatzierung. Mit zwei weiteren Podestplätzen und insgesamt sechs Top-5-Ergebnissen in dieser Disziplin belegte sie hinter Lindsey Vonn den zweiten Platz im Abfahrtsweltcup. Zudem wurde sie mit zwei Podestplätzen Siebte im Super-G-Weltcup. Die Saison 2012/13 begann für Weirather ähnlich gut, mit einem dritten Platz in der Abfahrt von Lake Louise. Doch am 2. Dezember 2012 stürzte sie am selben Ort im Super-G und zog sich dabei eine starke Schuhrandprellung zu. Sie musste zwei Wochen pausieren und erreichte im weiteren Verlauf der Saison bei weitem nicht das Niveau des vorherigen Winters. Etwas überraschend unter diesen Umständen war ihr erster Weltcupsieg, den sie am 1. März 2013 im Super-G von Garmisch-Partenkirchen errang. Sie ist somit die erste Tochter einer ehemaligen Weltcupsiegerin, die ebenfalls einen Weltcupsieg feiern konnte.
In der Saison 2013/14 stiess Weirather auch in der Disziplin Riesenslalom an die Weltspitze vor. Am 1. Dezember 2013 erzielte sie die erste Podestplatzierung in einem Weltcup-Riesenslalom (Dritte in Beaver Creek), am 14. Dezember errang sie beim Super-G von St. Moritz ihren ersten Sieg in der laufenden Saison. Weirather gewann am 22. Dezember in Val-d’Isère zum ersten Mal einen Riesenslalom und führte eine Woche lang das Weltcup-Gesamtklassement an. Mit konstant guten Leistungen (insgesamt neun Podestplätze) etablierte sie sich vor den Olympischen Winterspielen 2014 als eine der meistgenannten Favoritinnen für Medaillengewinne. Bei der olympischen Eröffnungsfeier in Sotschi führte sie als Fahnenträgerin die liechtensteinische Delegation an. Im dritten Abfahrtstraining zog sie sich jedoch eine Knochenprellung am rechten Schienbeinkopf zu und konnte aufgrund der Schmerzen keines der olympischen Rennen bestreiten. Nach weiteren medizinischen Untersuchungen Ende Februar musste sie die Saison vorzeitig abbrechen. Dennoch wurde sie Fünfte im Gesamtklassement und Dritte im Super-G-Weltcup.
In der Weltcupsaison 2014/15 konnte Weirather das hohe Niveau des Vorwinters nicht ganz halten, doch gewann sie am 7. März 2015 in Garmisch-Partenkirchen das einzige Mal in ihrer Karriere eine Abfahrt. In dieser Disziplin war dies der erste Sieg einer Liechtensteinerin seit mehr als 30 Jahren; zuletzt hatte ihre Mutter Hanni Wenzel am 13. Januar 1984 in Bad Gastein gewonnen. Am Ende der Saison belegte Weirather den zehnten Platz im Gesamtweltcup. Bei den Weltmeisterschaften 2015 in Vail/Beaver Creek verpasste sie als Vierte des Riesenslaloms eine Medaille nur knapp.

### Medaillen und Siege in der Super-G-Disziplinenwertung
In der Weltcupsaison 2015/16 stand Weirather siebenmal auf dem Podest; Siege errang sie am 21. Februar 2016 in La Thuile und am 17. März 2016 beim Weltcupfinale in St. Moritz (jeweils in einem Super-G). Am 7. Februar 2017 gelang ihr bei den Weltmeisterschaften 2017 in St. Moritz im Super-G der Gewinn der Silbermedaille hinter Nicole Schmidhofer, mit der sie sich zehn Jahre zuvor bereits bei den Juniorenweltmeisterschaften um die Medaillenränge duelliert hatte. Dieser Erfolg war bemerkenswert, da sie sich vier Tage vorher einen Bruch des Mittelhandknochens zugezogen hatte. Am 16. März 2017 setzte sie sich beim Weltcupfinale in Aspen durch ihren Sieg im Super-G gegenüber Ilka Štuhec in der Super-G-Disziplinenwertung mit fünf Punkten Vorsprung durch. Nach der Saison vollzog sie einen Materialwechsel von Atomic zu Head.
Nach einem enttäuschenden Start in die Weltcupsaison 2017/18 mit dem Ausscheiden im Riesenslalom von Sölden konnte Weirather bereits beim ersten Speed-Rennen in Lake Louise mit einem zweiten Platz in der Abfahrt sowie dem Sieg im Super-G überzeugen. Auch bei den darauf folgenden Weltcuprennen in Europa konnte sie durch konstant gute Erfolge ihre starke Form in den schnellen Disziplinen bestätigen. So erzielte sie unter anderem trotz einer Impressionsfraktur an der Hand und entsprechendem Handicap den zweiten Platz beim Super-G von Val d’Isere. Ein weiterer zweiter Platz folgte in der Abfahrt von Cortina, hinzu kam ein dritter Platz im Super-G von Garmisch. Bei den Olympischen Winterspielen 2018 in Pyeongchang gewann sie im Super-G die Bronzemedaille. Sie gewann auch den Super-G in Crans-Montana und entschied wie im Winter zuvor die Disziplinenwertung für sich.
In der Weltcupsaison 2018/19 erzielte Weirather drei Podestplätze im Super-G, während sie im Riesenslalom allmählich den Anschluss an die Spitze verlor. Die Weltmeisterschaften 2019 in Åre endeten für sie enttäuschend, Platz 18 in der Abfahrt war ihr bestes Ergebnis. Zu Beginn der Weltcupsaison 2019/20 erklärte sie, dass sie keine Riesenslaloms mehr bestreitet und sich auf die schnellen Disziplinen konzentriert. Doch auch hier blieben die Erfolge zunehmend aus, und sie fuhr noch dreimal unter die besten zehn. Am 25. März 2020 gab Weirather nach 15-jähriger Karriere und 222 Weltcuprennen ihren Rücktritt vom Spitzensport bekannt.

## Sonstiges
Seit 2017 ist sie mit dem Schweizer Radiomoderator Fabio Nay liiert und seit 2022 auch verheiratet. Am 25. Januar 2019 wurde Tina Weirather zur UNICEF-Botschafterin für die Schweiz und Liechtenstein ernannt. Seit Beginn der alpinen Skiweltcup-Saison 2020/21 am 17. Oktober 2020 ist Tina Weirather als Expertin und Co-Kommentatorin des Schweizer Fernsehens SRF bei Live-Übertragungen von Frauenrennen im Einsatz. Im Januar 2024 wurde sie Mutter eines Sohnes.

## Erfolge

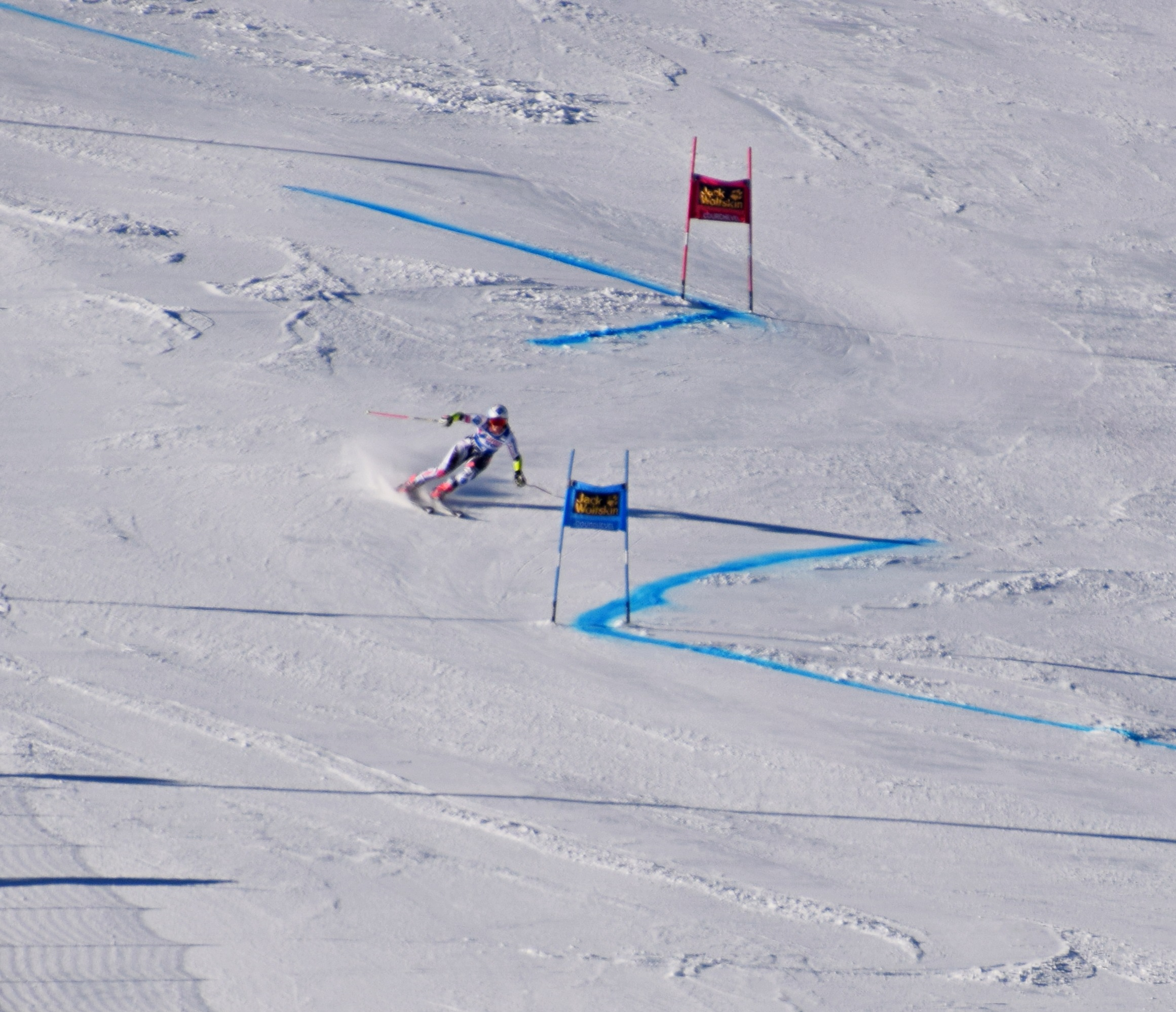
Weirather in Courchevel, 2015

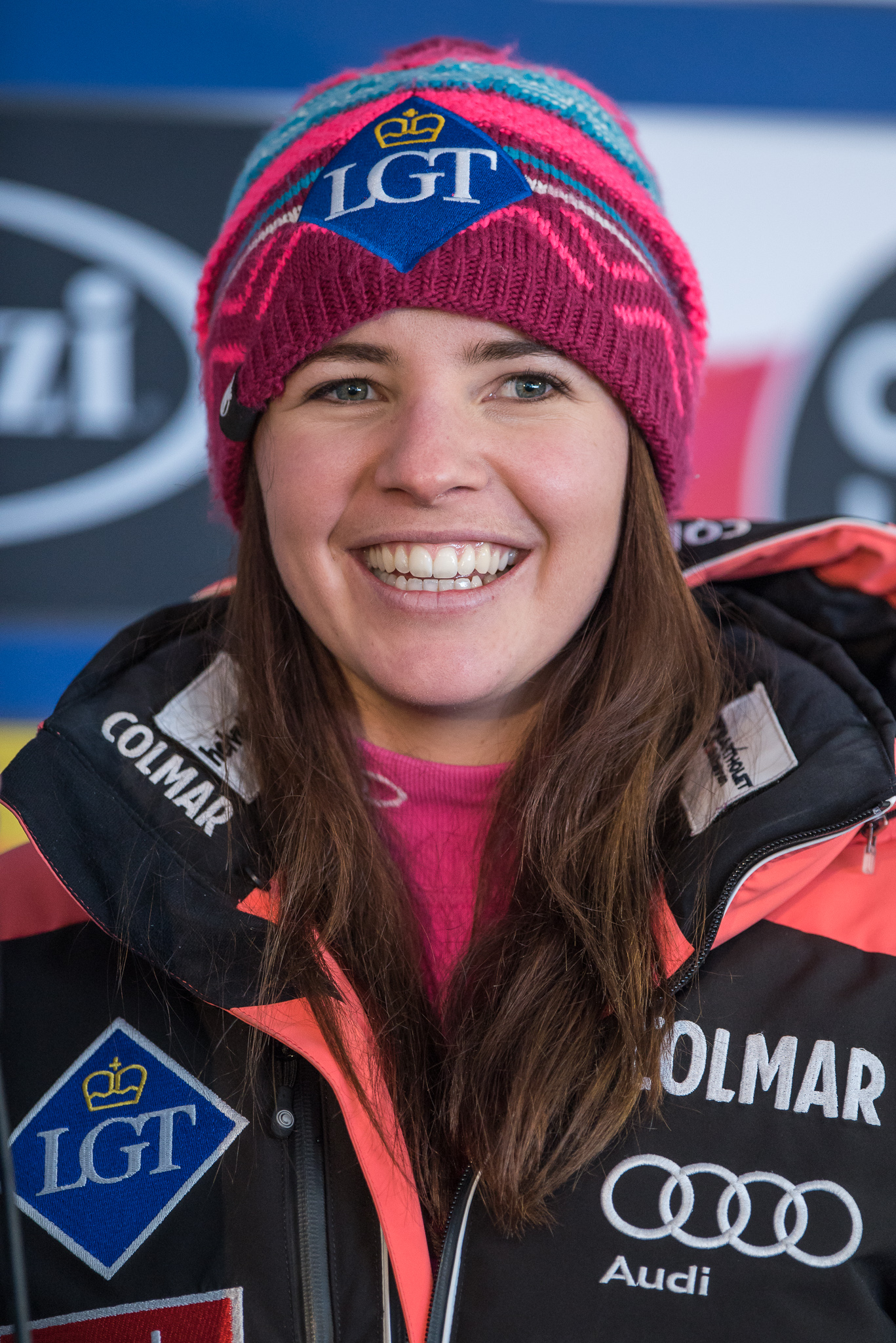
Tina Weirather im Januar 2017

### Olympische Spiele
- Turin 2006: 33. Super-G
- Pyeongchang 2018: 3. Super-G, 4. Abfahrt, 22. Riesenslalom

### Weltmeisterschaften
- Santa Caterina 2005: 31. Super-G
- Schladming 2013: 13. Abfahrt, 27. Riesenslalom
- Vail/Beaver Creek 2015: 4. Riesenslalom, 6. Super-G, 11. Abfahrt
- St. Moritz 2017: 2. Super-G, 10. Abfahrt, 19. Riesenslalom
- Åre 2019: 18. Abfahrt

### Weltcupwertungen
| Saison  | Gesamt | Gesamt | Abfahrt | Abfahrt | Super-G | Super-G | Riesenslalom | Riesenslalom | Slalom | Slalom | Kombination | Kombination |
| Saison  | Platz  | Punkte | Platz   | Punkte  | Platz   | Punkte  | Platz        | Punkte       | Platz  | Punkte | Platz       | Punkte      |
| ------- | ------ | ------ | ------- | ------- | ------- | ------- | ------------ | ------------ | ------ | ------ | ----------- | ----------- |
| 2006/07 | 56.    | 119    | 43.     | 14      | 51.     | 4       | 23.          | 59           | –      | –      | 16.         | 42          |
| 2007/08 | 109.   | 12     | –       | –       | –       | –       | 39.          | 12           | –      | –      | –           | –           |
| 2009/10 | 58.    | 115    | 38.     | 32      | 25.     | 60      | 41.          | 12           | –      | –      | 32.         | 11          |
| 2011/12 | 9.     | 674    | 2.      | 400     | 7.      | 213     | 30.          | 56           | –      | –      | 33.         | 5           |
| 2012/13 | 18.    | 395    | 6.      | 224     | 9.      | 147     | 37.          | 24           | –      | –      | –           | –           |
| 2013/14 | 5.     | 943    | 4.      | 400     | 3.      | 310     | 10.          | 219          | –      | –      | 17.         | 14          |
| 2014/15 | 10.    | 603    | 7.      | 269     | 8.      | 194     | 10.          | 139          | –      | –      | –           | –           |
| 2015/16 | 4.     | 1016   | 8.      | 244     | 2.      | 436     | 5.           | 321          | 43.    | 15     | –           | –           |
| 2016/17 | 7.     | 857    | 5.      | 256     | 1.      | 435     | 13.          | 166          | –      | –      | –           | –           |
| 2017/18 | 6.     | 887    | 3.      | 394     | 1.      | 461     | 31.          | 32           | –      | –      | –           | –           |
| 2018/19 | 17.    | 411    | 15.     | 139     | 3.      | 268     | 56.          | 4            | –      | –      | –           | –           |
| 2019/20 | 34.    | 209    | 23.     | 112     | 16.     | 97      | –            | –            | –      | –      | –           | –           |

### Weltcupsiege
41 Podestplätze, davon 9 Siege:
| Datum             | Ort                    | Land        | Disziplin    |
| ----------------- | ---------------------- | ----------- | ------------ |
| 1. März 2013      | Garmisch-Partenkirchen | Deutschland | Super-G      |
| 14. Dezember 2013 | St. Moritz             | Schweiz     | Super-G      |
| 22. Dezember 2013 | Val-d’Isère            | Frankreich  | Riesenslalom |
| 7. März 2015      | Garmisch-Partenkirchen | Deutschland | Abfahrt      |
| 21. Februar 2016  | La Thuile              | Italien     | Super-G      |
| 17. März 2016     | St. Moritz             | Schweiz     | Super-G      |
| 16. März 2017     | Aspen                  | USA         | Super-G      |
| 3. Dezember 2017  | Lake Louise            | Kanada      | Super-G      |
| 3. März 2018      | Crans-Montana          | Schweiz     | Super-G      |

### Europacup
- Saison 2005/06: 7. Super-G-Wertung, 8. Abfahrtswertung
- Saison 2006/07: 5. Super-G-Wertung
- 4 Podestplätze, davon 2 Siege:

| Datum           | Ort             | Land       | Disziplin |
| --------------- | --------------- | ---------- | --------- |
| 17. Januar 2006 | Haus im Ennstal | Österreich | Abfahrt   |
| 18. März 2006   | Zauchensee      | Österreich | Super-G   |

### Juniorenweltmeisterschaften
- Bardonecchia 2005: 17. Super-G, 29. Abfahrt, 41. Riesenslalom
- Québec 2006: 1. Riesenslalom, 5. Abfahrt
- Zauchensee/Flachau 2007: 1. Abfahrt, 2. Riesenslalom, 2. Super-G
- Formigal 2008: 7. Riesenslalom
- Garmisch-Partenkirchen 2009: 2. Riesenslalom

### Weitere Erfolge
- 1 liechtensteinischer Meistertitel (Riesenslalom 2006)
- 2 Schweizer Meistertitel (Riesenslalom 2006 und 2011)
- 6 Siege in FIS-Rennen (4× Riesenslalom, 2× Super-G)
- achtfache Liechtensteiner Sportlerin des Jahres: 2006, 2012–2018